# Tutor (Romeins recht)
Tutor (Latijn: "beschermer", "behouder"; "voogd") was de Latijnse term om een voogd aan te duiden, die de tutela (voogdij) over iemand uitoefende. Een tutor bleef voogd over de bezittingen van impuberes of pupilli (minderjarigen (zonder vader)), tot deze meerderjarig waren (12 jaar voor meisjes, 14 jaar voor jongens). Terwijl jongens op hun veertiende niet enkel over hun bezittingen konden beschikken maar ook zelf juridische stappen konden nemen, moesten vrouwen beroep blijven doen op hun tutor om hen te vertegenwoordigen in juridische aangelegenheden.
Er werden drie soorten tutores onderscheiden: tutor testamentarius, tutor legitimus en tutor Atilianus.

## Tutor testamentarius
De tutor testamentarius werd bij testament aangesteld, waarbij een clausule kon worden toegevoegd die de vrouwen toestond hun eigen voogd te kiezen, die dan tutor optivus ("gekozen voogd") werd genoemd om hem te onderscheiden van de tutor dativus (of "gespecificieerde voogd").

## Tutor legitimus
De tutor legitimus werd aangesteld indien er geen tutor testamentarius was aangesteld of de tutor dativus weigerde. De tutor legitimus was dan de nauwste mannelijke verwant. Voor weduwes was dit vaak de zoon (indien hij 14 of ouder was) of de broer van haar echtgenoot. Bij een dochter was het ofwel haar broer (indien hij 14 of ouder was) of haar oom langs vaderskant die de tutela op zich nam. Indien er geen meerderjarige zoons of broers alsook schoonbroers of ooms waren, waren er nog andere mannelijke familieleden die in aanmerking kwamen als tutor legitimus. Onder patriciërs werd de rol van tutor legitimus bij gebrek aan verwanten overgenomen door de gentiles (leden van de gens van de familia).

## Tutor Atilianus
Indien er noch een tutor testamentarius noch een tutor legitimus was, stelde de praetor een tutor Atilianus aan, zo genoemd omdat deze werden aangesteld op grond van de lex Atilia (ca. 188 v.Chr.). In de keizertijd werden deze tutores benoemd door de consuls en vanaf de tijd van Marcus Aurelius door een reguliere praetor tutelaris.

## Vrouwen zondertutor
Vrouwen die drie kinderen hadden werden door Augustus vrijgesteld van een tutor (ius trium liberorum). Vervolgens schafte Claudius de tutela voor alle vrouwen af van de kant van de agnati (verwanten langs vaderskant). Diocletianus breidde deze afschaffing uit tot minderjarigen. Na Diocletianus geraakte de tutela over vrouwen in onbruik en later zouden vrouwen zelf worden toegestaan op te treden als tutores.

## Referentie
- O. Seyffert, art. tutela, in O. Seyffert, Dictionary of Classical Antiquities, Londen, 1894, p. 661.